# Carlos Florit
Carlos Alberto Florit (Génova, Italia, 13 de abril de 1929 - San Isidro, 18 de enero de 2010) fue un abogado y político argentino, que ejerció como ministro de Relaciones Exteriores de su país durante el primer año del gobierno de Arturo Frondizi. Con 29 años de edad al momento de asumir el cargo, fue el canciller más joven de Argentina.

## Biografía

### Primeros años
Nació en Génova, Italia, en momentos en que su padre, ingeniero y oficial de la Armada Argentina, cumplía una misión oficial en esa ciudad, en la cual se estaban construyendo los cruceros 25 de Mayo y Almirante Brown. Su padre posteriormente fue subsecretario de Obras Públicas entre 1943 y 1945. En su adolescencia, ingresó al Liceo Militar General «San Martín», donde su tío, Ernesto Florit, había sido su primer director. Sin embargo, lo abandonó al tercer año, finalizando sus estudios en el Colegio Nacional Nº 5 Bartolomé Mitre.
En su primera juventud estuvo relacionado al nacionalismo clerical, inspirado por el sacerdote Julio Meinvielle y en los seguidores de Jacques Maritain. Se recibió de abogado en la Universidad de Buenos Aires y obtuvo un posgrado en filosofía en el Instituto de Estudios Políticos de Madrid (España), bajo la dirección de Xavier Zubiri. Entre 1951 y 1952 trabajó con Zubiri, Javier Conde y Enrique Gómez Arboleya. Cursó también estudios sobre fenomenología en 1954 en la Universidad de Lovaina, en Bélgica, y filosofía de la historia en 1955 en la universidad de Bonn, en Alemania.
En 1956 fue nombrado jefe de investigaciones del Instituto de Filosofía del Derecho y Sociología de la Universidad de Buenos Aires, y al año siguiente, profesor adjunto de historia de las ideas filosóficas en la misma institución. También fue subsecretario de la Corte Suprema de Justicia de la Nación. En esos años ingresó a la revista Qué sucedió en siete días, acercándose al equipo del futuro presidente Frondizi. En 1958, participó en la campaña para las elecciones presidenciales, trabajando en los discursos y conferencias de prensa de Frondizi, pese a que no estaba afiliado en la Unión Cívica Radical Intransigente.

### Canciller de la Nación Argentina
Fue nombrado Ministro de Relaciones Exteriores por el presidente Arturo Frondizi al momento de su asunción a la presidencia, en mayo de 1958. Entre sus colaboradores se encontraba otro futuro canciller, Oscar Camilión, quien fue su jefe de gabinete. También se encontraban, el empresario Arnaldo Musich, Cecilio Morales y Ángel Miguel Centeno, quien fue subsecretario de culto. A la Cancillería retornaron algunos diplomáticos que habían estado en el gobierno de Juan Domingo Perón, entre ellos el futuro embajador Carlos Ortiz de Rozas.
A principios de 1959 publicó Política exterior argentina, donde hacía referencia a la política de desarrollo económico de Frondizi y cómo la política internacional podía servir a esa estrategia. Definió a su política exterior como de carácter «instrumental», en función del interés nacional. Según sus propias palabras, su política internacional era «expresión externa de una fina política nacional de desarrollo y pacificación social». Centró su gestión en la cooperación con los demás países de América Latina, especialmente hacia Brasil y Chile, buscando entre los dos primeros un acuerdo que motorizaría el desarrollo económico de los tres países. Con demás países limítrofes y Perú se buscó consolidar un compromiso de integración física y cooperación. Ubicó a la Argentina dentro de Occidente por «la evaluación de todos los elementos estructurales de la realidad histórico-social».
En cuanto a las relaciones con Chile, se destacó la "Declaración de Los Cerrillos" de febrero de 1959, en la cual los dos países se comprometían a solucionar sus conflictos limítrofes únicamente por medio del arbitraje, poniendo fin a una escalada de enfrentamientos armados en torno a la disputa limítrofe del río Encuentro-Alto Palena. A partir de entonces, las cancillerías de ambos países trabajaron para lograr acuerdos en las cuestiones limítrofes. Previamente en 1958, Florit debió resolver el incidente del islote Snipe (en el canal del Beagle) por la vía diplomática, evitando un conflicto armado. Él y el ministro de Marina, Adolfo B. Estévez, habían resuelto la ocupación del islote en cuestión por una pequeña fuerza de infantería que removió una baliza instalada por marinos chilenos, junto con la emisión de una declaración pública manifestando que Argentina mantendría la ocupación hasta que el gobierno chileno reconociera que el islote era un territorio en disputa. El 17 de agosto de 1958 ambos países suscribieron una declaración conjunta que retrotrajo la situación en el islote a la existente en 1957, y reafirmó la intención de recurrir a los mecanismos de solución pacífica de las controversias internacionales. Las balizas fueron desmanteladas y se retiraron los infantes de marina argentinos.
Una de sus gestiones fue la presidencia del "Comité de los 21", un cuerpo colectivo ideado por el presidente brasileño Juscelino Kubitschek, en el marco de la Operación Panamericana, para el intercambio de iniciativas de cooperación entre los países latinoamericanos, intentando evadir la política de veto a toda iniciativa autónoma que ejercían los Estados Unidos en la Organización de los Estados Americanos (OEA). Se buscaba además, «despolitizar» dicho organismo, orientándolo hacia cuestiones económicas. El comité se dedicó a estudiar la formulación de medidas de cooperación económica entre América Latina y Estados Unidos. Los ministros integrantes solicitaron una política económica más activa por parte de los Estados Unidos. Florit, por su cuenta, exhortaba el envío urgente de ayuda económica «para combatir una pobreza que hacía al continente vulnerable al comunismo». Acerca de la Revolución Cubana, sostenía especialmente que se debía evitar aislarla del proceso político latinoamericano, evitando al mismo tiempo que cayera bajo la influencia de la Unión Soviética. Sobre este caso, Florit también proponía que la Argentina ejerciera una decidida acción de arbitraje entre el gobierno revolucionario y el de los Estados Unidos. En la primera reunión del "Comité de los 21" se aprobó la creación del Banco Interamericano de Desarrollo, que opera desde octubre de 1960.
Buscó «reordenar» las relaciones con los Estados Unidos. Pese a que el gobierno de Frondizi buscó «florecer los vínculos de amistad» con dicho país, funcionarios estadounidenses concibieron a su política exterior como «independiente y neutral» respecto de dicho país. Florit se negó a firmar un tratado de asistencia militar, causando fricciones con algunos militares argentinos. Entre esos militares se encontraba el general Carlos Toranzo Montero, representante ante la Junta Interamericana de Defensa, quién buscó sugerirle un modelo del texto de un acuerdo de convenio militar, similares a los que habían firmado Chile y Brasil en 1952. Para fines de 1958, la posición oficial de los Estados Mayores de las Fuerzas Armadas era favorable a conseguir dicho tratado. La posición de rechazo al mismo, sostenida por Florit, se mantuvo por sus sucesores en el cargo. El cambio de posición lo haría Miguel Ángel Zavala Ortiz en 1964, durante el gobierno de Arturo Illia, cuando finalmente se suscribió un tratado de asistencia militar con los Estados Unidos.
En cuanto a la Unión Soviética, buscó reconocerle un estatus de «gran potencia mundial», aunque «bastante después» de los Estados Unidos. Tuvo roces con algunos diplomáticos soviéticos, que se oponían a la política petrolera de Frondizi, que lograron ser expulsados. Entre ellos, se encontraba un agregado militar que buscaba conspirar con el sindicato petrolero. Hubo dos misiones económicas, una de ellas denominada Liceaga, y otra destinada a la compra de material petrolero soviético para la estatal YPF. También fue promotor de las relaciones con Asia.

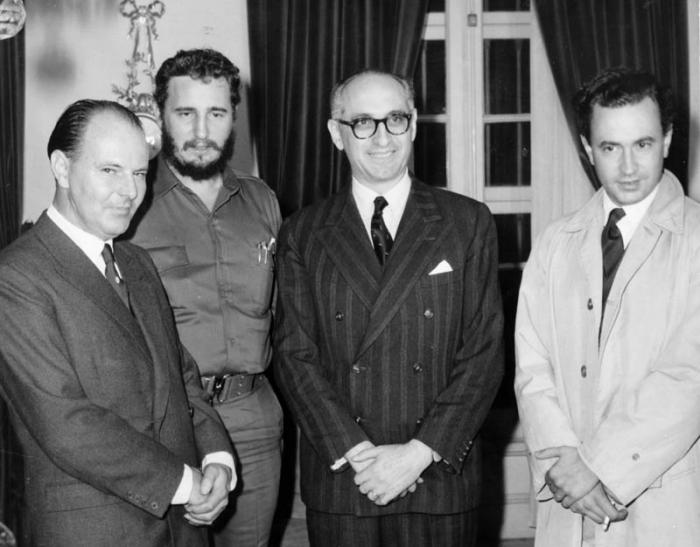
De izquierda a derecha: Julio Aurelio Amoedo (embajador argentino en Cuba), Fidel Castro, Arturo Frondizi y Carlos Florit, en la visita de Castro a Buenos Aires (mayo de 1959).

Desde el principio de su mandato se lo sindicó como colaborador del asesor presidencial Rogelio Frigerio, a quien las Fuerzas Armadas consideraban proclive a acuerdos con el comunismo. Algunos militares consideraron a la política exterior desarrollada por Florit como «neutralista». El trato cordial que brindó el canciller Florit al comandante Fidel Castro durante la visita que este hizo a la Argentina en 1959 pareció confirmar estas suposiciones. Castro, había llegado a Buenos Aires para asistir a la segunda reunión del "Comité de los 21", permaneciendo en la capital argentina entre el 1 y 4 de mayo. El gobierno argentino reaccionó buscando despolitizar dicha presencia. Además del trato cordial, Florit le manifestó al comandante cubano la oposición de la Argentina a cualquier intento de acción desestabilizadora por parte de Cuba para influir en los asuntos internos de otros estados. También rechazó el pedido de Castro de comprar armamento a la Argentina. Al momento de la reunión, se producía un intento de invasión a Panamá por parte de hombres armados provenientes de Cuba. Castro se comunicó con su hermano Raúl para detener el acto.
La presión de los comandantes de las fuerzas armadas terminó por forzar al presidente a desprenderse de Frigerio (quien para ese momento se desempeñaba como asesor presidencial) y los más allegados a éste de sus colaboradores, entre los cuales estuvo Florit, que renunció en mayo de 1959.

### Años posteriores
En 1960 publicó "Política exterior nacional", en el cual sostenía la política económica del gobierno de Frondizi, en la cual continuaba teniendo un papel destacado, sobre todo como su emisario personal, al trabajar como asesor presidencial. Hasta el golpe de Estado de marzo de 1962, las decisiones en materia de política exterior se adoptaron en el círculo de Frondizi, integrado por Florit, Isidro J. Odena y Arnaldo Musich.
Fue un entusiasta adherente a la política de la Alianza para el Progreso, ideada por el presidente estadounidense John Fitzgerald Kennedy.
Con la llegada de Jânio Quadros al poder en Brasil en 1961, la Cancillería argentina intentó llevar a cabo un proyecto ideado anteriormente por Florit: un entendimiento de amistad y de conformidad a un memorándum, el cual se manifestarían las ventajas mutuas: liberación de las dependencias hacia Europa y Estados Unidos, que aumentaría la capacidad de negociación y una política internacional común; supresión de las viejas rivalidades; continuar con la Operación Panamericana; y crear una política exterior sudamericana que favorezca el destino de potencia mundial de ambos países. En ese marco, participó de las negociaciones del tratado firmado en Uruguayana ("Acuerdo de Amistad y Consulta") entre ambos presidentes en abril de 1961.
Ese mismo año, antes de la celebración de la Conferencia de Punta del Este (Uruguay), Florit realizó tres viajes confidenciales a Brasil, con el fin de adoptar con dicho país una postura conjunta en relación con el tratamiento de la cuestión cubana. En la primera, se reunió en Brasilia con el presidente Quadros, y en la segunda viajó a São Paulo junto con el embajador argentino Carlos Manuel Muñiz, donde se reunieron con Quadros. En la tercera, viajó a Petrópolis para reunirse con el ministro de relaciones exteriores San Tiago Dantas. El propósito principal, y compartido por ambos países, era evitar aislar a Cuba y que se convirtiera en un satélite soviético, oponiéndose así a la postura estadounidense que buscaba que América Latina también rompiera relaciones con la revolución cubana. En julio de 1961 intentó sin éxito recibir, junto a Frigerio, al embajador estadounidense ante las Naciones Unidas, Adlai Stevenson.
En 1963 publicó "Las fuerzas armadas y la guerra psicológica", en que cuestionaba la política de represión del comunismo en su país. En particular, cuestionó la intención del general Osiris Villegas de utilizar masivamente al Ejército Argentino para perseguir una ideología y utilizarlos como "fuerza de ocupación" en su propio país, anticipando la futura guerra sucia. Las dos primeras ediciones fueron retiradas de circulación por los servicios de información.
Años más tarde integró el Movimiento de Integración y Desarrollo (MID), aunque sin tener actividad partidaria.
Durante la última dictadura argentina fue miembro del Consejo Argentino para las Relaciones Internacionales (CARI), al que renunció en 1981, por considerar que el organismo se había convertido en «una plataforma de relaciones públicas para un sector de ex funcionarios de ideología liberal».
En 1979 publicó dos libros de análisis histórico: por un lado, "Proyecto político de la Revolución de Mayo". Por el otro, "El Roquismo", un estudio sobre el desarrollo histórico argentino centrado en los efectos de la integración plena al mercado mundial como proveedora de alimentos, proceso reforzado por la Conquista del Desierto. También cuestionaba el acrítico liberalismo de Roca y su generación. Rescataba de ésta, en cambio, el proceso de nacionalización de la política, alejando la época en que la política era casi exclusivamente una cuestión local.
Publicó también una gran cantidad de ensayos en la revista “Argentina en marcha”, de la cual fue fundador y editor.
Durante la gestión presidencial de Raúl Alfonsín promovió desde la prensa una iniciativa de ley para asegurar el uso exclusivamente pacífico de la energía atómica desarrollada por la Argentina.
En sus últimos años fue director de Rolex en Argentina.

## Obras[4]
- Política exterior argentina (1959)
- Política exterior nacional, ediciones Arayú (1961).
- Las fuerzas armadas y la guerra psicológica, ediciones Arayú (1963)
- El Roquismo, editorial Hachette (1979)